# Asura flavivenosa
Asura flavivenosa är en fjärilsart som beskrevs av Moore 1878. Asura flavivenosa ingår i släktet Asura och familjen björnspinnare. Inga underarter finns listade i Catalogue of Life.